# トルキスタン軍管区
トルキスタン軍管区 (ロシア語: Туркестанский военный округ (ТуркВО), Turkestansky voyenyi okrug (TurkVO))はロシア帝国軍およびソビエト連邦軍の軍管区。司令部はタシュケントに置かれていた。軍管区が最初に作られたのは1874年のドミトリー・ミリューチンによってロシア国内の領域が14の軍管区に分けられたロシア軍の再編時、最初の司令官はトルキスタン総督府の総督でもあったコンスタンティン・フォン・カウフマンであった。

## 歴史

### 第2次世界大戦前
1918年から1926年、この軍管区はトルキスタン戦線と呼ばれており、ほぼ軍管区全域で起きていたバスマチ蜂起の鎮圧のために軍の活発な運用が行われていた。
1926年6月4日のソビエト連邦命令No.304によってトルキスタン戦線は中央アジア軍管区に改称され、トルクメン、ウズベク、キルギス、タジクなどの自治共和国を管轄した。1940年8月に行われた中央アジアの共和国や地域の行政・地域分割の変化やと関連して、この地区はカザフ、キルギス、タジク、トルクメン、ウズベクなどの地域が管轄となった。 
1941年6月22日、中央アジア軍管区には第4騎兵軍団(第18、20、21山岳騎兵師団)、第27機械化軍団(第9、53戦車師団、第221機械化師団)、第58狙撃軍団、独立第238ポーランド狙撃師団があり、空軍ではM.P. Kharitonov指揮下で第4航空旅団、第34(タシュケント)、116爆撃飛行連隊(I-153、スターリナバード)などが含まれていた

### 第2次世界大戦後
この軍管区は1945年7月9日に再編され、中央アジア軍管区の師団はトルキスタン軍管区とステップ軍管区に分割された。新しい、トルキスタンおよびステップ軍管区は司令部をそれぞれ、第1打撃軍、第4打撃軍を指令として編成された。1958年1月、南ウラル軍管区の廃止で、トルキスタン軍管区はアクトベ、グリエフなど西カザフスタン地域を管轄とするようになった。１９５７年、第5親衛自動車化狙撃師団(ドイツで戦争を終えた旧第5親衛機械化軍団)と第4戦車軍はウズベキスタンのKushkaに移動された。
当初はソビエト領中央アジアの多くを占めており、1969年6月24日、地区は中ソ間の問題で緊張が高まると再び中央アジア軍管区が分割して設立され、中央アジア軍管区はタジクSSR、キルギスSSR、カザフSSRなどを管轄するようになった。第73空軍は中央アジア軍管区の航空支援を行うために再度設立され、また、中央アジア軍管区の設立とほぼ時を同じくして1969年に第1軍団(?)にもとづいて第32軍の第二編成がセミパラチンスクで設立された。第32軍は当初以前のウクライナの第167自動車化狙撃兵師団、トルクメニスタンの第155自動車化狙撃師団(第16機械化師団、後の第15戦車師団)、第78戦車師団(第78狙撃師団、後の第19機械化、第15戦車師団)、カザフスタンの第203自動車化狙撃師団(第203、30狙撃師団、後の第102自動車化狙撃師団)を混合して編成された。
1988年中央アジア軍管区は第32軍と第17軍団、そのほか直接指揮下にある部隊などがあった。航空支援は第73航空軍や第12、14防空軍によって行われた。第32軍はセミパラチンスクに司令部を置いており、1個戦車師団、3個自動車化狙撃師団、対空・ミサイル旅団、砲・ロケット連隊、独立火炎放射戦車連隊、その他などから構成された。第17軍団はフルンゼに司令部を置き、第8親衛狙撃師団(フルンゼ)と第68自動車化狙撃師団(Sary Ozek)、第68山岳自動車化狙撃師団(オシ)、第30独立自動車化狙撃連隊(Kurdai)、独立旅団などから構成された。地域編成には第80親衛訓練自動車化狙撃師団と第134自動車化狙撃師団、2個通信旅団、化学防護ミサイル旅団、独立航空戦闘大隊、第23独立ヘリコプター輸送中隊などが存在した。
これによってトルキスタン軍管区はウズベクSSRとトルクメンSSRのみを管轄した。1980年代軍管区は北カフカース、ザカフカーズ両軍管区とともに南部戦略軍管区の一部となった。1985年から86年にかけてはイーゴリ・ロジオノフが司令官となった。軍管区の地域とその指揮下はアフガニスタンの第40軍、第36軍団、空挺1個師団(第105親衛空挺師団、フェルガナ)、8個自動車化狙撃師団などであった。
航空支援は第49空軍と、ソ連防空軍の第12軍が行っていた。
1988年から89年ごろは以下のような編成であった
- 第40軍（英語版） (カブール)
  - 第5親衛自動車化狙撃師団（英語版） (シンダンド)
  - 第103親衛空挺師団 (バグラム)
  - 第108自動車化狙撃師団 (バグラム)
  - 第201自動車化狙撃師団 (クンドゥーズ)
- 第36軍団 (アシガバート)
  - 第58自動車化狙撃師団 (Kyzyl-Arvat)
  - 第84自動車化狙撃師団 (アシガバート)
  - 第88自動車化狙撃師団 (Serhetabat)
- 地区軍
  - 第4親衛自動車化狙撃師団 (テルメズ)
  - 第61訓練自動車化狙撃師団 (アシガバート)
- ソ連防空軍第12軍 (司令部タシケント)
  - 第24、37軍団

第12軍の戦闘機連隊
| 連隊                | 基地                   | 装備    | 備考             |
| ------------------- | ---------------------- | ------- | ---------------- |
| 第9親衛戦闘飛行連隊 | チルチク               | Su-27   |                  |
| 第152戦闘飛行連隊   | Ak-Tepe                | MiG-23M | 1950年編成       |
| 第356戦闘飛行連隊   | Zhaneysmey             | MiG-31  | 356 IAP 1945年   |
| 第179戦闘飛行連隊   | クラスノボツク         | MiG-23M | 179 GvIAP 1945年 |
| 第712戦闘飛行連隊   | Lugovoe (ジャンブール) | MiG-23M |                  |

しかし、1989年6月1日、中央アジア軍管区は解散し、1988年12月7日にミハイル・ゴルバチョフが国連で宣言した兵力の一方的な削減の一環として再びトルキスタン軍管区に編入された
アフガニスタンからの撤退後第40軍は解散したが、1991年6月、セミパラチンスクで第32軍を再編して第40軍が編成された。再編前、第32軍は第78戦車師団、セミパラチンスクの第5202兵器・資材保管軍事基地(旧第167「Sumy-Kiev」自動車化狙撃師団)、ウスチカメノゴルスクの第5203兵器・資材保管軍事基地(旧第155自動車化狙撃師団)、カラガンダの第5204兵器・資材保管軍事基地(旧第203「Zaporozhye Khingan」自動車化狙撃師団)などを含んでいた。

### ソ連崩壊後
この軍管区はソビエト連邦の崩壊によって1992年6月30日に解散となり、軍は新しく成立したカザフスタン、キルギスタン、タジキスタン、トルクメニスタン、ウズベキスタンの5カ国の中央アジアの国家に分割された。
最も強い編成である第40軍 (ソ連)のすべての編成と第17軍団の一部、6個師団、保管基地、第14、第35空挺旅団、2個ロケット旅団、2個砲兵連隊がカザフスタン軍の中核となり、その後大量の装備がヨーロッパ通常戦力条約の調印後、ウラル地方から引き上げられた。
トルキスタン軍管区の歴史博物館がタシュケントのGorki Avenueに所在する。

## 註
1. ↑  Orbat.com, Order of Battle, CAMD, 22 June 1941
2. ↑  Feskov et al 2004, 61.
3. ↑  Feskov et al 2004, p.63-64
4. ↑  Feskov et al 2004, p.152
5. ↑  Odom, 1998, p.182, citing Izvestia, 3 June 1989
6. ↑  Tel: 624-646, http://www.tashkent.org/uzland/museum.html, Aug 2007

## 参照
- David Glantz, Companion to Colossus Reborn, University Press of Kansas, 2005
- William E Odom, The Collapse of the Soviet Military, Yale, 1998
- A.G. Lenskiy & M.M. Tsybin, The Soviet Ground Forces in the last years of the USSR, St Petersburg, B&K, 2001
- V.I. Feskov, K.A. Kalashnikov, V.I. Golikov, The Soviet Army in the Years of the Cold War 1945-91, Tomsk University Publishing House, Tomsk, 2004. [Феськов В. И., Калашников К. А., Голиков В. И. Советская Армия в годы «холодной войны» (1945-1991). — Томск: Изд-во Том. ун-та, 2004.]